# Nine Lashes
Nine Lashes — американская рок-группа, образованная в городе Бирмингем, штат Алабама, в 2006 году. Они самостоятельно выпустили свой первый альбом, Escape, в 2009 году, прежде чем Тревор МакНивен из Thousand Foot Krutch представил их студии Tooth & Nail Records. После подписания контракта с лейблом группа записала свой второй альбом World We View и выпустила его 14 февраля 2012 года. Альбом хорошо продавался, занимал позиции в чартах Billboard.

## История
Группа была образована в 2006 году гитаристом Адамом Джефферсоном и барабанщиком Китом Каннингемом, который играл в другой группе в течение нескольких лет. Позже, в 2007 году, к ним присоединились басист Джаред Ланкфорд, гитарист Джонатан Джефферсон и вокалист Джереми Данн. В этот ранний период, группа дала интервью WDJC-FM и работала с Teen Challenge. 5 июня 2009 года группа самостоятельно выпустила свой дебютный альбом

## Участники
Текущий состав
- Джереми Данн - фронтмен
- Джонатан Джефферсон - гитара
- Джаред Ланкфорд - бас-гитара
- Ной Террел - ударные

Бывшие участники
- Кит Каннингем - ударные
- Адам Джефферсон - гитара

## Дискография

### Альбомы
| Дата            | Название          | Лейбл                | Позиции    | Позиции  | Позиции      | Позиции |
| Дата            | Название          | Лейбл                | US Christ. | US Heat. | US Hard Rock | US Rock |
| --------------- | ----------------- | -------------------- | ---------- | -------- | ------------ | ------- |
| 5 июня 2009     | Escape            | Collide Records      | —          | —        | —            | —       |
| 14 февраля 2012 | World We View     | Tooth & Nail Records | 17         | 5        | 13           | 43      |
| 21 января 2014  | From Water to War | Tooth & Nail Records | —          | —        | —            | —       |
| 11 марта 2016   | Ascend            | BEC                  |            |          |              |         |

### Синглы
| Дата | Альбом        | Название               | Позиция        |
| Дата | Альбом        | Название               | Christian Rock |
| ---- | ------------- | ---------------------- | -------------- |
| 2009 | Escape        | "Words Of Red"         | 15             |
| 2009 | Escape        | "Word Of Advice"       | 25             |
| 2011 | World We View | "Anthem of the Lonely" | 1              |
| 2012 | World We View | "Get Back"             | 3              |
| 2012 | World We View | "Adrenaline"           | —              |